# Kirkstall
Kirkstall è un sobborgo di Leeds, West Yorkshire, Inghilterra. L'area è situata sul fiume Aire. Kirkstall è famosa per l'Abbazia di Kirkstall.